# 衛伉
衛伉（前2世纪—前91年），西汉宜春侯、长平侯，河东郡平阳县（今山西省临汾市西南）人，卫青的长子。
元朔五年（前124年），卫青讨伐匈奴立功。汉武帝表彰他：「大將軍青躬率戎士，師大捷，獲匈奴王十有餘人，益封青八千七百戶。」在四月丁未以衛青之功封他的三个儿子为列侯。衛伉為宜春侯，衛不疑為陰安侯，衛登為發干侯。元鼎元年（前116年）因为撟制不害免侯。太初元年（前104年），嗣卫青的长平侯。太初三年（前102年），呴犁湖单于立，漢朝派光祿徐自為出五原塞數百里，遠至千里，築城障列亭抵达盧朐，而派游擊將軍韓說、長平侯衛伉屯在他旁边，派強弩都尉路博德在居延澤上築城障列亭。太初五年（前100年），没有门籍乱闯宮门，罚为城旦。在巫蛊之祸中，征和二年（前91年）闰四月，诸邑公主、阳石公主及长平侯卫伉，都因巫蛊案而被处死。